# Municipio de Ocuituco
El municipio de Ocuituco es uno de los 36 municipios en que se encuentra dividido el estado mexicano de Morelos. Situado al noreste de la entidad, su cabecera es la población del mismo nombre.

## Geografía
Se localiza en el noreste del Estado de Morelos. Tiene una superficie de 86 734 kilómetros cuadrados, cifra que representa en 1.77 % del total del estado; sus coordenadas geográficas extremas son 18°49′ - 18°57′ de latitud norte y 98°44′ - 98°50′ de longitud oeste, su altitud fluctúa entre un máximo de 2700 y un mínimo de 1600 metros sobre el nivel del mar.
Limita al oeste con el municipio de Yecapixtla, al sur con el municipio de Zacualpan y al este con el municipio de Tetela del Volcán. Al norte limita con el estado de México, en particular con el municipio de Ecatzingo.

### Orografía e hidrografía
El municipio pertenece al Eje Neovolcánico, debido a que se encuentra el volcán Popocatépetl, haciendo continuación con el volcán Iztaccíhuatl. 
Su orografía la comprenden las elevaciones de Achichipico, Metepec, Jumiltepec, el Mirador y el Acualón. Las zonas accidentadas abarcan aproximadamente el 30.3% de la superficie total. Las zonas semiplanas se localizan en el sur del municipio; y las zonas planas al este, sur y oeste de la entidad. Ocuituco tiene una altura de 1 920 metros sobre el nivel del mar.
Por encontrarse este municipio en la vertiente meridional del Popocatépetl, los escurrimientos que provienen de este van formando el río Amatzinac, que tiene un curso de 35 kilómetros aproximadamente, más al sur se llama río Tenango.  
Existen una serie de arroyos que nacen de los deshielos del Popocatépetl y que agrupándose forman corrientes importantes como el río Amatzinac.   Se cuenta con un manantial denominado “La Toma”, ubicado en la col. 5 de Mayo el cual abastece a un pequeño porcentaje de habitantes de la misma. 
La cabecera municipal cuenta con una represa llamada Linda Vista y su uso actual es de abrevadero, tiene una extensión aproximada de 30 000 a 40 000 m². Se cuenta con la perforación de un pozo denominado “Paso la Víbora” en la cabecera municipal, que se encuentra en proceso de equipamiento y construcción de línea de conducción.

### Clima
El municipio tiene una temperatura media de 18 °C a 22 °C y de acuerdo a la modificación al sistema de clasificación climática de Koopen se definen 2 tipos de climas para este. 
a) Semicálido, A (c). Se localiza en alturas sobre el nivel del mar que van de 1,400 a 2,000 m s. n. m., su precipitación y temperatura media anual es de 1,100 mm y 21 °C respectivamente. A este tipo de clima corresponde la cabecera municipal (Ocuituco). 
b) Templado Sub-húmedo, C (w). Se localiza en alturas sobre el nivel del mar que van de 2,000 a 2,800 m s. n. m., su precipitación y temperatura media anual es de 1,300 mm y 16 °C respectivamente. A este tipo de clima corresponden los poblados de Metepec, Huejotengo, Huepalcalco, Jumiltepec, Huecahuaxco y Ocoxaltepec. 
Registra una precipitación pluvial de 800 a 1,000 milímetros y su periodo de lluvias se dan entre los meses de junio a octubre. 
Dirección de los vientos: en su mayoría se contemplan de sur a norte. 
Humedad: en la mayor parte del año la humedad del municipio es templada además de registrarse una densa época de hoja caediza.

## Demografía
De acuerdo a los resultados del Censo de Población y Vivienda realizado en 2010 por el Instituto Nacional de Estadística y Geografía; la población total del municipio de Ocuituco es de 16 858 habitantes. La densidad de población asciende a un total de 194.36 personas por kilómetro cuadrado.

### Localidades
En el censo de 2020 el municipio de Ocuituco contaba con 36 localidades.
| Código INEGI      | Localidad         | Población (2020) |
| ----------------- | ----------------- | ---------------- |
| 170160001         | Ocuituco          | 5 373            |
| 170160005         | Jumiltepec        | 4 281            |
| 170160006         | Metepec           | 2 942            |
| 170160002         | Huecahuasco       | 2 081            |
| 170160007         | Ocoxaltepec       | 1 531            |
| 170160004         | Huepalcalco       | 1 233            |
| 170160003         | Huejotengo        | 1 127            |
| Otras localidades | Otras localidades | 651              |
| Total municipal   | Total municipal   | 19 219           |

## Política
El gobierno del municipio de Ocuituco le corresponde a su ayuntamiento, mismo que está integrado por el presidente municipal, un síndico y el cabildo conformado por tres regidores, uno elegido por el principio de mayoría relativa y dos por el representación proporcional. Todos son electos mediante voto universal, directo y secreto para un periodo de tres años, reelegibles para un único periodo inmediato.

### Representación legislativa
Para la elección de diputados locales al Congreso de Morelos y de diputados federales a la Cámara de Diputados federal, el municipio de Ocuituco se encuentra integrado en los siguientes distritos electorales:
Local:
- Distrito electoral local 4 de Morelos con cabecera en Yecapixtla.[6]

Federal:
- Distrito electoral federal 5 de Morelos con cabecera en Yautepec de Zaragoza.[7]